# Матяшовце
Матяшовце або Матьяшовце (словац. Matiašovce) — село в Словаччині, Кежмарському окрузі Пряшівського краю.
В селі є готичний римо-католицький костел з кінця 13 століття.

## Географія
Розташоване на півночі східної Словаччини в Спиській Маґурі в долині потока Рєка (словац. Rieka). Протікає потік Залесє.

## Історія
Вперше село згадується у 1326 році.

## Населення
| Рік:            | 1993 | 2003    | 2013    | 2023    |
| --------------- | ---- | ------- | ------- | ------- |
| Кількість осіб: | 744  | 791     | 799     | 832     |
| Різниця:        |      | +6,31 % | +1,01 % | +4,13 % |

| Рік:            | 2022 | 2023    |
| --------------- | ---- | ------- |
| Кількість осіб: | 826  | 832     |
| Різниця:        |      | +0,72 % |

В селі проживає 788 осіб.
Національний склад населення (за даними останнього перепису населення — 2001 року):
- словаки — 95,93 %
- цигани — 1,85 %
- поляки — 0,99 %
- чехи — 0,49 %

Склад населення за приналежністю до релігії станом на 2001 рік:
- римо-католики — 97,53 %,
- греко-католики — 0,99 %,
- не вважають себе віруючими або не належать до жодної вищезгаданої церкви — 1,48 %